# Lannea schweinfurthii
Lannea schweinfurthii är en sumakväxtart som först beskrevs av Adolf Engler, och fick sitt nu gällande namn av Adolf Engler. Lannea schweinfurthii ingår i släktet Lannea och familjen sumakväxter.

## Underarter
Arten delas in i följande underarter:
- L. s. acutifoliolata
- L. s. stuhlmannii
- L. s. tomentosa